# Apaturinae

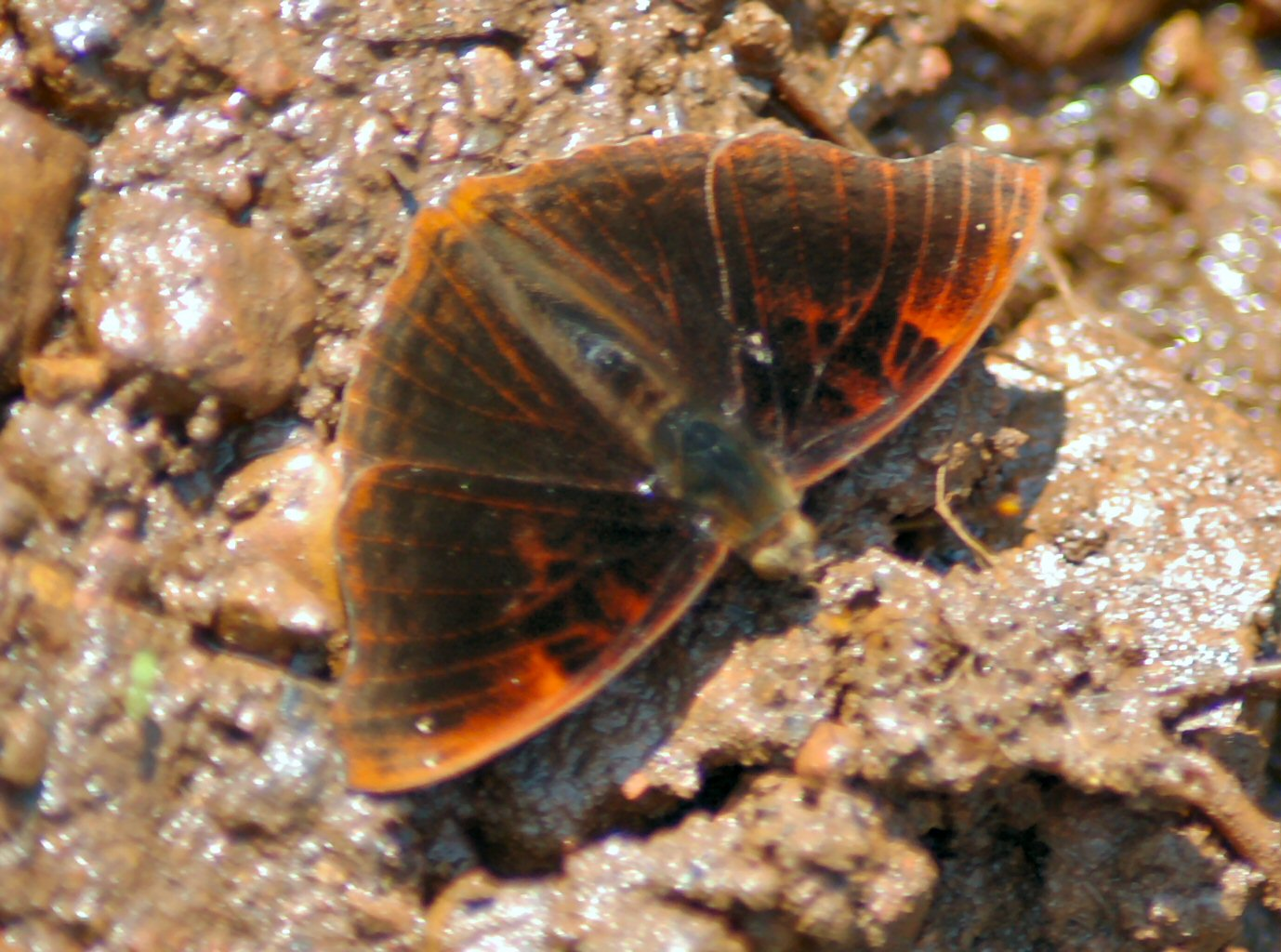
Rohana parisatis

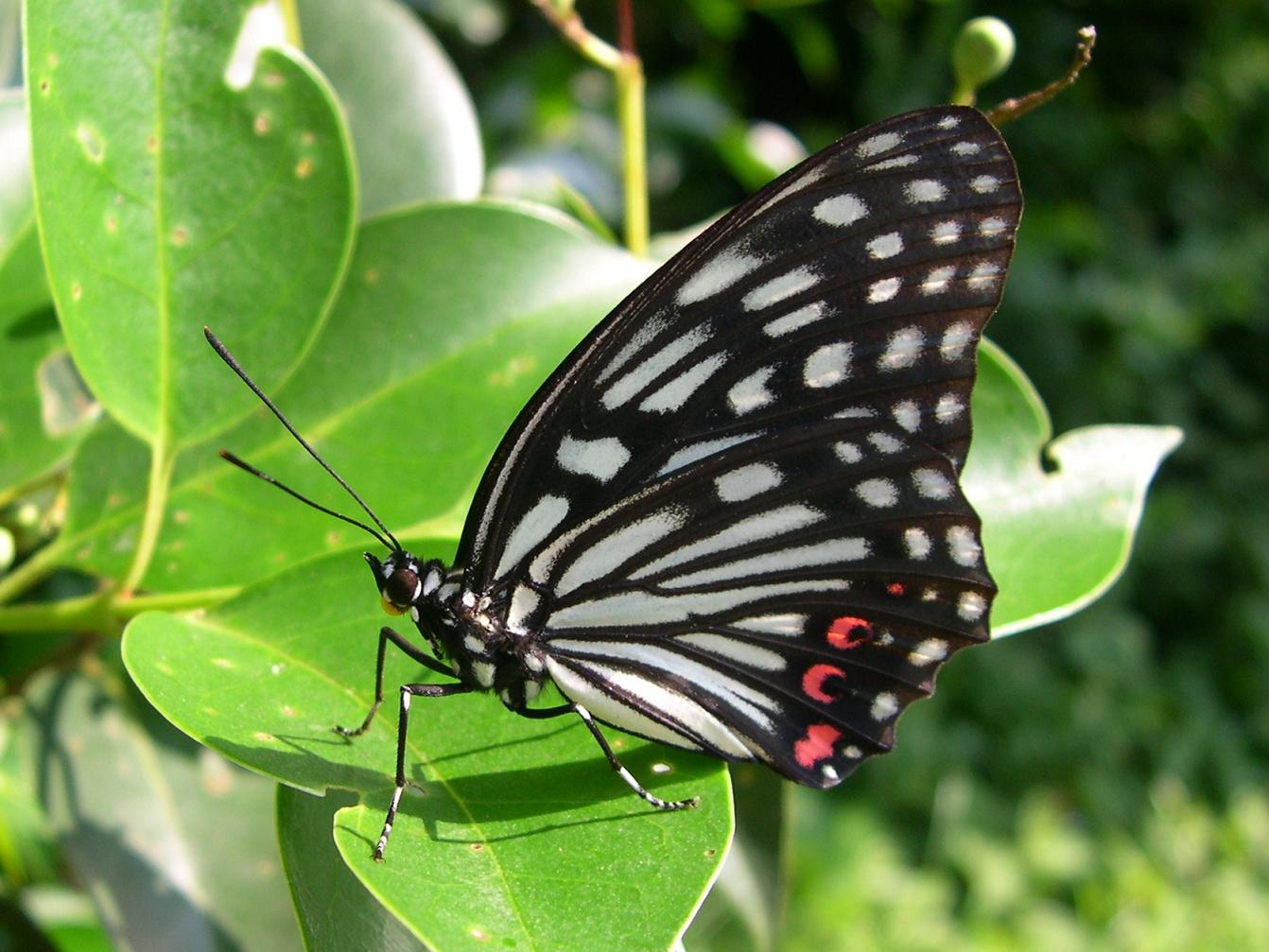
Hestina assimilis

Le  Apaturinae Boisduval, 1840, sono una sottofamiglia di Lepidotteri appartenenti alla famiglia Nymphalidae. Comprendono 20 generi e 88 specie. In Europa è presente un solo genere con 3 specie, 2 in Italia.

## Elenco dei generi
| - Apatura - Mimathyma - Chitoria - Dilipa - Euapatura | - Eulaceura - Rohana - Euripus - Helcyra - Herona | - Hestina - Hestinalis - Sasakia - Sephisa - Apaturina | - Apaturopsis - Timelaea - Thaleropis - Asterocampa - Doxocopa |

## Le specie europee

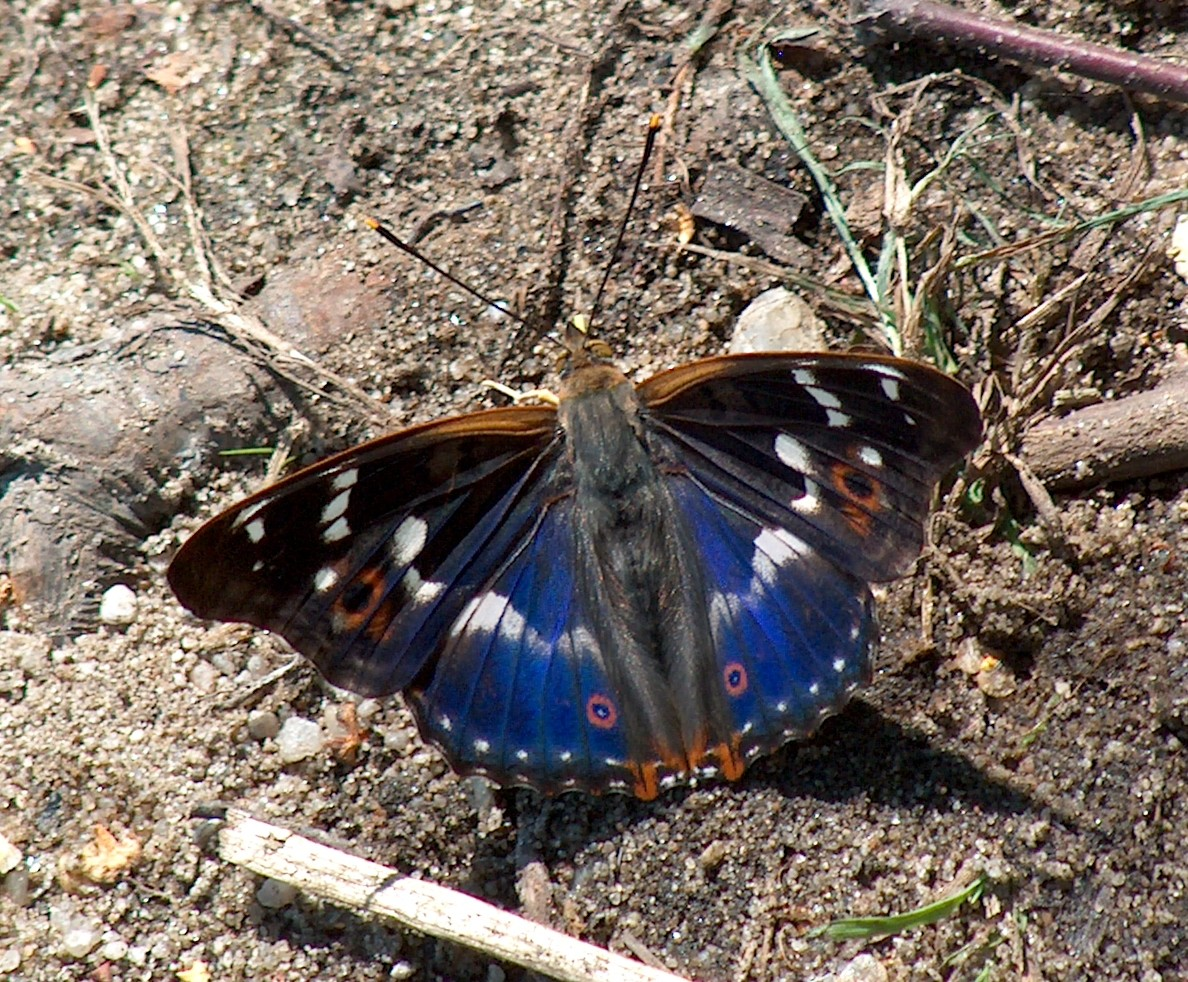
Apatura ilia
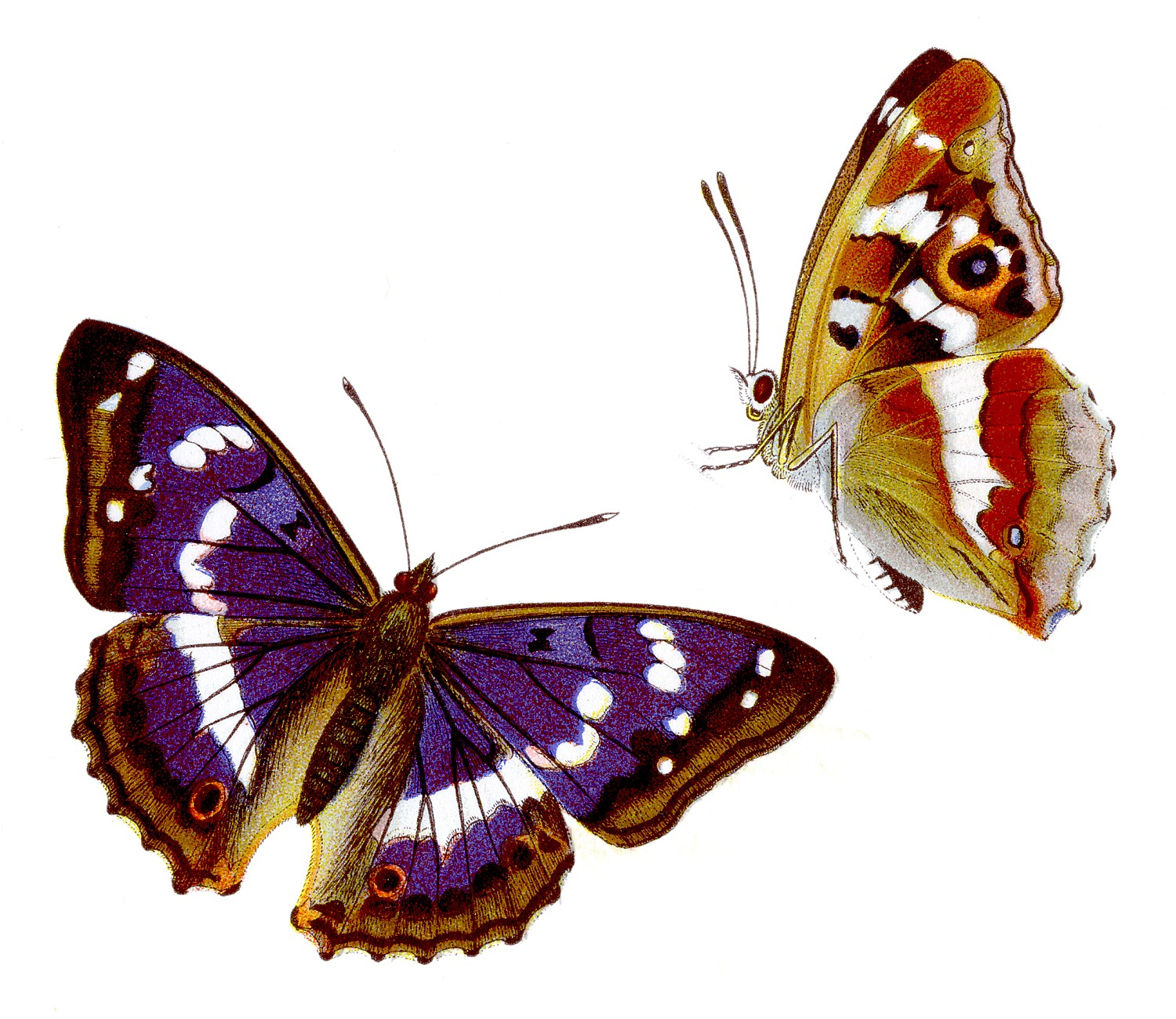
Apatura iris

## Distribuzione delle specie europee
- Apatura metis

Dall'Europa sudorientale al Giappone, attraverso le regioni temperate dell'Asia. Non è presente in Italia.
- Apatura ilia

Dall'Europa al Giappone, attraverso le regioni temperate dell'Asia. È presente anche in località umide dell'Italia settentrionale e centrale.
- Apatura iris

Dall'Europa al Giappone, attraverso le regioni temperate dell'Asia. È presente anche in Italia settentrionale.